# Ласкорин, Борис Николаевич
Борис Николаевич Ласкорин (24 июня 1915 — Брест-Литовск Гродненская губерния, Российская империя — 21 февраля 1997, Москва) — крупный специалист в области химии и технологии редких, радиоактивных, цветных и благородных металлов, один из участников становления атомной отрасли СССР, академик АН СССР (с 1976; академик РАН с 1991), профессор, доктор технических наук, автор разработок и промышленного освоения синтеза сорбентов и экстрагентов для урана, плутония и других радиоактивных, цветных, благородных, редких и рассеянных элементов, лауреат Ленинской и Государственной премии СССР, премии им. В. Г. Хлопина и дважды лауреат премии Совета Министров СССР, Заслуженный изобретатель РСФСР, автор более 600 изобретений, почётный член Международной инженерной академии, участник ликвидации аварии на Чернобыльской АЭС, был председателем Комиссии АН по разработке проблем охраны природных вод.

## Происхождение и образование
Борис Николаевич родился 24 июня 1915 года в Брест-Литовске, в семье служащего Ласкорина Николая Лаврентьевича.
В 1930 году после окончания семилетней школы в Киеве он поступил в техникум каучука и каучуконосов, окончил его с отличием в 1933 году и был направлен для продолжения учёбы в Киевский университет, химфак которого также с отличием окончил в 1938 году. Молодого специалиста направили на работу в созданный в 1936 году НИИ-26 в г. Электросталь, где разворачивались работы по созданию новых средств защиты от возможной химической угрозы, с марта 1941 года заведующий лабораторией.

## Родители

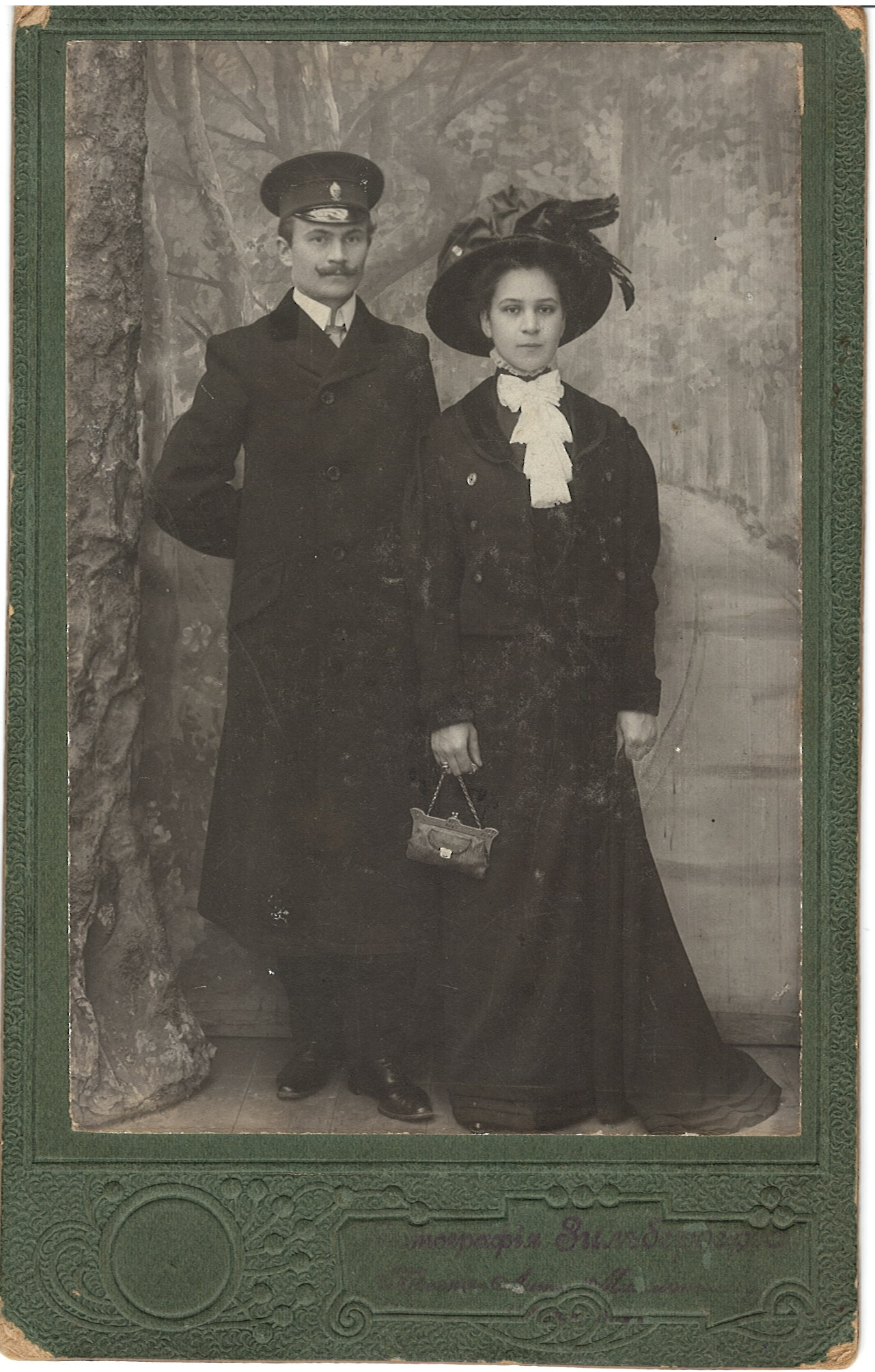

Отец — Ласкорин Николай Лаврентьевич 1887 года рождения, уроженец Гродненской губернии г. Брест (белорус, православный) работал телеграфистом, начальником станций в г. Брест-Литовске и его окрестностях. Последнее место работы — начальник сортировочной железнодорожной станции в г. Киев. Скончался от туберкулёза в г. Киеве в 1926 году.
Мать — Тварковская Янина 1889 года рождения (полька, католичка), домохозяйка, уроженка г. Ченстохова, место смерти г. Москва — 1979 год.

## Вклад в науку и промышленность
Ласкорин Б. Н. принадлежит к плеяде первых советских учёных, принимавших прямое и непосредственное участие в создании ядерной, энергетической и экономической мощи страны. Он был одним из активных участников становления атомной отрасли СССР и организаторов ВНИИ химической технологии — одного из ведущих научно-исследовательских институтов нашей страны, с 1952 года начальник лаборатории в ВНИИХТ, затем возглавил отдел из 7 лабораторий, а с 1968 года стал заместителем директора ВНИИХТ по научной работе. Свою жизнь в науке он посвятил изучению свойств радиоактивных, редких, цветных и благородных металлов и разработке промышленных технологий их получения.
Принципиальное значение имеют работы Ласкорина Б. Н., результаты которых были доложены на 2-й Женевской конференции по использованию атомной энергии в мирных целях и международном совещании МАГАТЭ в Вене, закрепившие приоритет отечественной науки в комплексном использовании бедных урановых руд и очистке природных вод на основе широкого использования сорбционно-экстракционных процессов.
Основная часть научных идей и практических работ Ласкорина Б. Н. была реализована под его руководством на всех горнодобывающих (всего 20) и ряде радиохимических предприятий атомной отрасли Советского Союза, в том числе, на целом ряде градообразующих предприятий. Среди них предприятия в: г. Степногорск, г. Шевченко, г. Усть-Каменогорск (Казахстан); г. Навои, г. Зарафшан, г. Чирчик (Узбекистан); г. Кара-Балта (Кыргызстан); г. Жёлтые Воды (Украина); г. Силламяэ (Эстония); г. Лермонтов, г. Глазов, г. Краснокаменск, г. Озёрск, г. Северск, г. Железногорск, г. Новоуральск, г. Зеленогорск (РФСФР) и др.
В начале своей трудовой деятельности в 1938—1948 г.г. Ласкорин Б. Н. работал над созданием фильтрующих материалов, сорбентов, катализаторов для индивидуальных и коллективных средств противохимической защиты. При его непосредственном участии в годы Великой Отечественной войны было налажено массовое промышленное производство этих материалов для нужд армии, флота и гражданского населения. За создание средств противохимической защиты Ласкорин Борис Николаевич в 1951 году получил свой первый орден Трудового Красного Знамени.
В 1944 году работал инженером на кафедре № 27 (технология средств защиты кожи и органов дыхания) (заведующий кафедрой профессор Лосев И. П. Московского ордена Ленина химико-технологического института им. Д. И. Менделеева.
Под его руководством был разработан промышленный сорбционный метод очистки газов от радиоактивного йода, используемый до настоящего времени.
Основополагающее значение для урановой промышленности России и по сей день имеет разработанный под руководством академика Ласкорина Б. Н. и осуществлённый впервые в мире в промышленном масштабе непрерывный бесфильтрационный метод гидрометаллургической переработки руд с использованием процессов сорбционного и экстракционного извлечения ценных компонентов непосредственно из рудных пульп и растворов с получением чистых соединений урана и других ценных элементов.
В кратчайшие сроки под научным руководством Ласкорина Б. Н. была успешно осуществлена реконструкция гидрометаллургических урановых предприятий, что обеспечило создание в 1958—1965 г.г. крупной урановой промышленности в Советском Союзе и странах Восточной Европы.
Промышленное внедрение в предельно короткие сроки этой технологии обеспечило увеличение в 2-3 раза мощности заводов и открыло новые возможности в переработке бедных источников за счёт повышения извлечения урана и снижения капитальных затрат. Это фактически увеличило сырьевую базу стратегически важного металла и обеспечило создание в СССР крупнейшей в мире урановой промышленности.
Принципиальным преимуществом технологии была предложенная Ласкориным Б. Н. система замкнутого водооборота в технологических схемах промышленных предприятий, что позволило исключить, или минимизировать сбросы в открытую гидрографическую сеть и уменьшить вредное воздействие предприятий на окружающую среду. За разработку этой технологии и её промышленное внедрение Ласкорину Б. Н. в 1958 году была присуждена Ленинская премия, а за плодотворную изобретательскую деятельность по усовершенствованию сорбционного оборудования присвоено звание Заслуженного изобретателя РСФСР (1964 г.).
В сферу исследований, проводимых под руководством Б. Н. Ласкорина, кроме урана, вошли такие металлы, как торий, литий, бериллий, цирконий, гафний, тантал, ниобий, а также молибден, вольфрам, скандий, ванадий, рений, селен, олово, редкоземельные элементы, золото, серебро, металлы платиновой группы и др., многие из которых присутствуют в урановых рудах.
Б. Н. Ласкорин — автор разработок и промышленного освоения в СССР и России процессов синтеза сорбентов и экстрагентов для извлечения урана, плутония, золота и других радиоактивных, цветных, благородных, редких и рассеянных элементов. Под руководством Б. Н. Ласкорина в рамках фундаментальных исследований в этом направлении проводились приоритетные работы по разработке и усовершенствованию технологий синтеза сорбентов и экстрагентов и их промышленное внедрение. Сорбенты, производимые по предложенным технологиям, заняли ведущее место в атомной промышленности, а Ласкорину Б. Н. и авторскому коллективу, выполнившему эту работу, в 1978 году была присвоена Государственная премия СССР в области науки и техники.
Впервые в мировой практике, под руководством академика Б. Н. Ласкорина был разработан и метод бесфильтрационной гидрометаллургической переработки золотосодержащих руд с использованием синтетических сорбентов (метод сорбционного выщелачивания) и его аппаратурное оформление. Этот метод позволял коренным образом модернизировать переработку золотосодержащих руд, обеспечивал получение золота банковской чистоты непосредственно на рудоперерабатывающем предприятии, а также возможность вовлечения в переработку бедных по содержанию золота руд, нерентабельных при использовании старой технологии.
Впервые в мире технология сорбционного выщелачивания золота была реализована для переработки бедных руд крупнейшего месторождения Мурунтау в Центральных Кызылкумах на горно-металлургическом комбинате в г. Зарафшане. С начала ввода в эксплуатацию и до настоящего времени это предприятие и технология, используемая на нём, являются своеобразным эталоном мирового уровня, а объём производства достиг 60 т/год банковских слитков золота чистотой 99,99 %. При переработке золотосодержащих руд с использованием сорбционной технологии было обеспечено попутное выделение таких ценных компонентов, как серебро, селен, палладий, вольфрам, рений. По решению Совета Министров СССР в 1972 году эта технология была освоена и внедрена на 10 предприятиях Министерства цветной металлургии СССР.
Под руководством Ласкорина Б. Н. в ходе исследований были разработаны и внедрены процессы сорбционно-экстракционного выделения молибдена и скандия, находящихся в перерабатываемом сырье в незначительном количестве и неблагоприятном минералогическом состоянии. Были созданы сорбционно-экстракционные технологии комплексной переработки бедных и сложных по составу руд и низкосортных продуктов обогащения.
Уникальными остаются выполненные под руководством Б. Н. Ласкорина исследования, разработка и промышленное внедрение ядернопожаровзрывобезопасной экстракционной технологии переработки облучённых стандартных урановых блоков и сорбционного аффинажа урана, плутония.
За разработку и применение сорбционных и экстракционных процессов в радиохимической и химико-металлургической промышленности, за наработку сверхчистого плутония и высокообогащённого урана, Ласкорину Б. Н. в 1983 году была присуждена премия Совета Министров СССР и Премия имени В. Г. Хлопина.
В 1977 году при содействии Ласкорина Б. Н. в Академии наук СССР был организован Институт проблем комплексного освоения недр, в котором Ласкорин Б. Н. долгие годы руководил отделом обогащения полезных ископаемых, был председателем диссертационного совета.
Выдающийся вклад внёс академик Б. Н. Ласкорин в решение проблемы экологии. Им предложена концепция малоотходной и безотходной экологически чистой технологии и замкнутые водооборотные схемы, как радикальные мероприятия по защите окружающей среды, разработаны и реализованы ресурсо- и энергосберегающие технологии для ряда отраслей промышленности. При нулевом сбросе загрязнённых вод в открытую гидрографическую сеть и сокращении в несколько раз расхода реагентов и материалов, поступление вредных веществ в окружающую среду сократилось в десятки раз. Это сделало возможным дальнейшее развитие промышленных производств даже в густонаселённых регионах. Разработка и внедрение новых малоотходных технологических процессов переработки полезных ископаемых в свете решения экологических проблем промышленных предприятий отрасли были отмечены в 1987 году премией Совета Министров СССР, присуждённой авторскому коллективу во главе с Ласкориным Б. Н.
Ласкорин Б. Н. был председателем Комитета по защите окружающей среды Всесоюзного научно-технического общества и до последнего времени являлся председателем Комиссии по охране природных вод при Президиуме Российской Академии наук, которая много сделала для сохранения озера Байкал и для возрождения ресурсов Волги. Совместно с Советом по проблемам биосферы Комиссия добилась отмены экологически вредных, подрывающих экономику страны, проектов поворота северных и сибирских рек, строительства Волго-Чегрейского и второго Волго-Донского каналов.
Сфера интересов Ласкорина Б. Н. не ограничивалась научной деятельностью. Он в течение многих лет выполнял обязанности заместителя председателя Научного совета по гидрометаллургии при Государственном комитете по науке и технике СССР, председательствовал в Научном совете «Новые процессы в цветной металлургии» при Государственном комитете по науке и технике СССР, возглавлял секцию по охране окружающей среды в Академии наук СССР, проводил заседания Комитета по защите окружающей среды при Всесоюзном научно-техническом обществе в качестве его председателя, редактировал научно-технические издания по сорбции, экстракции и гидрометаллургии, охране окружающей среды, мембранным процессам.
Результатом педагогической работы академика Ласкорина Б. Н. стала созданная им научная школа по сорбционно-экстракционной и мембранной технологиям, подготовившая целую плеяду специалистов высшей квалификации, в том числе 8 профессоров, 15 докторов технических наук и более 100 кандидатов технических наук.
Вклад академика Ласкорина Б. Н. в развитие оборонного комплекса СССР и России и атомной энергетики существенен. При его деятельном участии в системе ВПК СССР было создано свыше 50 новых предприятий (не считая предприятия из других отраслей экономики). Уникальные технологии Ласкорина Б. Н., существенно превосходящие существующие мировые параметры, смогли снабдить топливом развивающуюся атомную энергетику Советского союза и обеспечили необходимыми материалами создателей ядерного оружия, в результате чего был достигнут стратегический паритет и устранена угроза начала ядерной войны.

## Смерть
Ласкорин Борис Николаевич скончался 21 февраля 1997 года. Похоронен на Троекуровском кладбище.

## Награды и премии

### Ордена
- 1951 год — Орден Трудового Красного Знамени (№ 222857). Награждён Указом Президиума Верховного Совета СССР, за успешное выполнение специального задания Правительства (8 декабря 1951 г.).
- 1962 год — Орден Ленина (№ 344110). Награждён Указом Президиума Верховного Совета СССР, за особые заслуги перед СССР (7 марта 1962 г.).
- 1970 год — Орден Трудового Красного Знамени (№ 468892). Награждён Указом Президиума Верховного Совета СССР, за успешное выполнение планового задания (6 января 1970 г.).
- 1972 год — Золотой орден Труда Народной Республики Болгарии (№ 863), за выдающийся вклад в развитие атомной промышленности Народной Республики Болгарии (26 апреля 1972).
- 1975 год — Орден Октябрьской Революции (№ 40340). Награждён Указом Президиума Верховного Совета СССР, за выдающийся вклад в развитие отечественной науки и успешное выполнения важного правительственного задания (17 сентября 1975 г.).
- 1980 год — Орден Трудового Красного Знамени (№ 993362) Награждён Указом Президиума Верховного Совета СССР, за успешное выполнение специального задания Правительства (7 августа 1980 г.).

### Медали
- 1946 год — Медаль «За доблестный труд в Великой Отечественной войне 1941—1945 гг.»
- 1948 год — Медаль «В память 800-летия Москвы»
- 1952 год — Медаль «За трудовую доблесть»
- 1966 год — Золотая медаль ВДНХ (За успехи в народном хозяйстве СССР)
- 1970 год — Медаль «За доблестный труд. В ознаменование 100-летия со дня рождения В. И. Ленина»
- 1971 год — Золотая медаль ВДНХ (За достигнутые успехи в развитии народного хозяйства СССР)
- 1972 год — Золотая медаль ВДНХ (За достигнутые успехи в развитии народного хозяйства СССР)
- 1976 год — Золотая медаль ВДНХ (За достигнутые успехи в развитии народного хозяйства СССР)
- 1978 год — Золотая медаль ВДНХ (За достигнутые успехи в развитии народного хозяйства СССР)
- 1978 год — Медаль «Ветеран труда»
- 1979 год — Бронзовая медаль ВДНХ (За достигнутые успехи в развитии народного хозяйства СССР)
- 1985 год — Юбилейная медаль «Сорок лет Победы в Великой Отечественной войне 1941—1945 гг.»; Медаль «За доблестный труд в Великой Отечественной войне 1941—1945 гг.»
- 1990 год — Нагрудный знак участника ликвидации последствий аварии на Чернобыльской АЭС в 1986 г.
- 1995 год — Юбилейная медаль «50 лет Победы в Великой Отечественной войне 1941—1945 гг.»; Медаль «За доблестный труд в Великой Отечественной войне 1941—1945 гг.»
- 1995 год — Юбилейная медаль к 50-летию атомной отрасли

### Премии
- 1958 год — Присвоение звания лауреата Ленинской премии СССР за успешное выполнение специального задания Правительства по созданию новой сорбционной технологии переработки урановых руд.
- 1978 год — Присвоение звания лауреата Государственной премии СССР за успешное выполнение специального задания Правительства по разработке и промышленному производству ионообменных и комплексообразующих сорбентов для атомной отрасли.
- 1983 год — Присвоение звания лауреата Премии Совета Министров СССР за обоснование оптимальных направлений развития прогрессивной техники и технологии обогащения полезных ископаемых и за их внедрение в горноперерабатывающих отраслях промышленности.
- 1983 год — Присвоение звания лауреата Премии Совета Министров СССР за успешное выполнение специального задания Правительства по разработке и внедрению новых технологических процессов.
- 1983 год — Награждение премией им. В. Г. Хлопина за разработку сорбционных и экстракционных процессов и их применение в радиохимической промышленности.

## Память
- В районе Москворечье-Сабурово есть улица его имени.
- На доме 1/15 на Котельнической набережной, где долгие годы жил учёный, установлена мемориальная доска[5].